# Metaxyphloeus texanus
Metaxyphloeus texanus là một loài bọ cánh cứng trong họ Laemophloeidae. Loài này được Schaeffer miêu tả khoa học năm 1904.